# Ruth Bodenstein-Hoyme
Ruth Bodenstein-Hoyme (* 13. März 1924 in Wurzen; † 11. Januar 2006 in Dresden) war eine deutsche Komponistin und Klavierpädagogin.

## Leben
Ruth Hoyme wurde als zweite Tochter des Handelsgärtners Walter Hoyme geboren. Sie besuchte in Wurzen die Volksschule und später für einige Jahre das Staatsgymnasium der Stadt. Gegen den Willen ihres Vaters nahm sie in Wurzen Klavierunterricht bei einem Fräulein Reimann. Mit neun Jahren legte sie ihre ersten Kompositionsübungen vor. Durch viele unzählige Auftritte, die sie mit eigenem Fahrrad oft über Land erreichte, hatte sie sich mit den Jahren einen eigenen Flügel zusammengespart. Nach dem Gymnasium absolvierte sie die Frauenfachschule für Hauswirtschaft in Düsseldorf-Kaiserswerth.
Ein Glücksumstand brachte sie 1940 mit der Leipziger Pianistin Elisabeth Knauth (* 1894) zusammen, die ihr inspirierenden Klavier- und Musiktheorieunterricht vermittelte. Sie ermutigte Hoyme auch zum Klavierstudium und bereitete sie für die Aufnahmeprüfung am Leipziger Konservatorium vor. Diese bestand sie 1941. Doch sie musste zunächst ein unvermeidbares Arbeitsdienstjahr in Stettin antreten, ehe sie 1942 mit dem Studium beginnen konnte. Da sich Deutschland aber im Krieg befand, musste sie als Schlosser in der Rüstungsindustrie arbeiten. Sie unterbrach daher ihr Studium bis 1946.
1947 nahm sie ihr Studium wieder auf. Die Professoren Oswin Keller und Rudolf Fischer waren ihre Klavierlehrer, Paul Schenk unterrichtete sie in Komposition. Dank einer Unterrichtsgenehmigung durch die Musikhochschule nach Kriegsende, erteilte sie von 1946 bis 1953 privaten Klavierunterricht für Wurzener und Leipziger Kinder. Mehrere davon, auch Heimkinder, ohne Honorar. In Wurzen gründete Hoyme außerdem einen Singekreis, der die Menschen durch Gesang und Musik von den Alltagssorgen nach dem Krieg ablenken wollte. Mit ihm fuhr sie auch über Land in die Umgebung Wurzens.
1953 ging Ruth Hoyme als Klavierdozentin an die Hochschule für Musik nach Dresden. Diese Lehrtätigkeit übte sie dort bis 1984 aus. Ihre schon während der Leipziger Studienzeit bei Johann Nepomuk David und Paul Schenk begonnenen Kompositionsstudien setzte sie fort. 1958 heiratete sie den Buchhändler Andreas Bodenstein. Ihr Sohn Christof wurde ein Jahr später geboren, von seiner Mutter musikalisch unterrichtet und debütierte letztlich als Sänger an der Dresdner Semperoper.
1966 entschied sie sich für ein Abendstudium im Hauptfach Komposition, das sie 1971 – als erste Frau an der Dresdner Hochschule – mit einem Staatsexamen abschloss. Ab 1984 wirkte sie freischaffend als Komponistin.
Gesellschaftlich aktiv war sie in der CDU und dem DFD der DDR. Für ihr vielfältiges musikalisches wie auch musikpädagogisches Wirken sowie ihr soziales Engagement erhielt sie zahlreiche Auszeichnungen, z. B. die Pestalozzi-Medaille in Bronze 1964 und in Silber 1973, die Ehrennadel für Komponisten und Wissenschaftler in Bronze 1976 und in Silber 1988. 1982 verlieh ihr die Hochschule für Musik Dresden „Carl Maria von Weber“ ihre höchste Auszeichnung, die Carl-Maria-von-Weber-Plakette. 1993 bekam sie vom Albert-Schweitzer-Komitee die Albert-Schweitzer-Medaille verliehen. Mit Schweitzers Wirken und Texten hatte sie sich intensiv auseinandergesetzt.
Der Maler Rudolf Nehmer fertigte von ihr ein Porträt, das zwischen 1981 und 1982 entstand.
Ruth Bodenstein-Hoyme starb im Januar 2006 in Dresden. Ihr Grab befindet sich auf dem Städtischen Friedhof ihrer Geburtsstadt Wurzen.

## Werke
Ihr Hauptschaffensgebiet war die Kammermusik für Streicher, Bläser, Klavier und der vokale Bereich mit Liederzyklen, Chorwerken oder Kantaten, vor allem nach Texten von Albert Schweitzer, aber auch von Goethe, Eichendorff, Storm, Becher, Morgenstern, Eva Strittmatter und Ho Chi Minh. Daneben auch einige sinfonische Werke.
Eine Auswahl an Werken:
- Minneliederspiel
- Frühlingskantate
- Klaviersonatine
- Violinsonatine
- Fuge für 4 Stimmen für Klavier (zw. 1966–1971)
- Fünf Miniaturen für Violine und Bratsche
- Sonatine für Klavier in d (1967)
- Sinfonische Emotion 1969 (nach Lion Feuchtwanger, 1969)
- 10 Variationen nach einem vietnamesischen Kinderlied für 2 Violinen und Kontrabaß (1975)
- Zyklus Die kleinen Weisheiten (1977)
- Kantate Il progresso essemplificato für 3 Streicher und 3 Sänger, Text: A. Schweitzer (1980)
- Impressionen nach Gedichten von Ho-Chi-Minh für Bariton und Klavier (1981)
- Heitere Ouvertüre, gewidmet ihrer Geburtsstadt Wurzen (1983/84)
- Epigramm für Bariton und Klavier, Text: A. Schweitzer, Auftragswerk der Dresdner Hochschule für Musik (1984)
- Kalender für Sprecher und Klavier, Text: Sigismund v. Radecki (1987)
- Bühnenmusik zu Arbusows Tanja (für das Arbeitertheater des Plattenwerkes Meißen)
- Orchestersuite mit sinfonischen Bildern aus dem Dresdner Großen Garten
- In Memoriam J.S. Bach und Albert Schweitzer für Tenor, 2 Violinen und Violoncello (1985)
- Abendständchen für Gesang, Flöte und Gitarre (1999)
- Bläserquintett (2001)
- Festliche Musik für Bläserseptett